# Rugby a 7 ai XVI Giochi panamericani
Il torneo di Rugby a 7 ai XVI Giochi panamericani si è svolto a Tlaquepaque, nei pressi di Guadalajara, dal 29 al 30 ottobre 2011. Il rugby a 7 fece il suo debutto ai giochi panamericani, mai era stato presente nelle precedenti edizioni. Parteciparono 8 squadre, divise in 2 gironi, il turno preliminare servì per determinare la griglia di partenza per i play-off, che videro alla partenza le stesse 8 nazionali.
La medaglia d'oro fu vinta dal Canada, l'Argentina conquistò la medaglia d'argento e quella di bronzo andò agli Stati Uniti.

## Partecipanti
- Argentina
- Brasile
- Canada
- Cile
- Guyana
- Messico
- Uruguay
- Stati Uniti

## Turno preliminare

### Girone A
| Guadalajara (Messico) 29 ottobre 2011, ore 11:50 (UTC-6) | Argentina | 26 – 5 | Messico | Estádio Tlaquepaque |

| Guadalajara (Messico) 29 ottobre 2011, ore 12:15 (UTC-6) | Uruguay | 20 – 0 | Guyana | Estádio Tlaquepaque |

| Guadalajara (Messico) 29 ottobre 2011, ore 14:00 (UTC-6) | Argentina | 40 – 0 | Guyana | Estádio Tlaquepaque |

| Guadalajara (Messico) 29 ottobre 2011, ore 14:25 (UTC-6) | Uruguay | 22 – 0 | Messico | Estádio Tlaquepaque |

| Guadalajara (Messico) 29 ottobre 2011, ore 16:05 (UTC-6) | Argentina | 26 – 10 | Uruguay | Estádio Tlaquepaque |

| Guadalajara (Messico) 29 ottobre 2011, ore 16:30 (UTC-6) | Guyana | 12 – 5 | Messico | Estádio Tlaquepaque |

|    | Squadra   | Punti | G | V | N | P | PF | PS | Diff |
| -- | --------- | ----- | - | - | - | - | -- | -- | ---- |
| 1. | Argentina | 9     | 3 | 3 | 0 | 0 | 95 | 15 | +77  |
| 2. | Uruguay   | 7     | 3 | 2 | 0 | 1 | 52 | 26 | +26  |
| 3. | Guyana    | 5     | 3 | 1 | 0 | 2 | 12 | 65 | -53  |
| 4. | Messico   | 3     | 3 | 0 | 0 | 3 | 10 | 60 | -50  |

### Girone B
| Guadalajara (Messico) 29 ottobre 2011, ore 11:00 (UTC-6) | Stati Uniti | 14 – 7 | Cile | Estádio Tlaquepaque |

| Guadalajara (Messico) 29 ottobre 2011, ore 11:25 (UTC-6) | Canada | 45 – 0 | Brasile | Estádio Tlaquepaque |

| Guadalajara (Messico) 29 ottobre 2011, ore 13:10 (UTC-6) | Stati Uniti | 19 – 19 | Brasile | Estádio Tlaquepaque |

| Guadalajara (Messico) 29 ottobre 2011, ore 13:35 (UTC-6) | Canada | 35 – 7 | Cile | Estádio Tlaquepaque |

| Guadalajara (Messico) 29 ottobre 2011, ore 15:15 (UTC-6) | Stati Uniti | 21 – 29 | Canada | Estádio Tlaquepaque |

| Guadalajara (Messico) 29 ottobre 2011, ore 15:40 (UTC-6) | Brasile | 14 – 7 | Cile | Estádio Tlaquepaque |

|    | Squadra     | Punti | G | V | N | P | PF  | PS | Diff |
| -- | ----------- | ----- | - | - | - | - | --- | -- | ---- |
| 1. | Canada      | 9     | 3 | 3 | 0 | 0 | 109 | 28 | +81  |
| 2. | Stati Uniti | 6     | 3 | 1 | 1 | 1 | 54  | 55 | -1   |
| 3. | Brasile     | 6     | 3 | 1 | 1 | 1 | 33  | 71 | -38  |
| 4. | Cile        | 3     | 3 | 0 | 0 | 3 | 21  | 63 | -42  |

## Fase finale
|  | Quarti di finale | Quarti di finale |             |             | Semifinali                | Semifinali                |  |  | Finale | Finale |
|  |                  |                  |             |             |                           |                           |  |  |        |        |
|  |                  |                  |             |             |                           |                           |  |  |        |        |
|  |                  |                  |             |             |                           |                           |  |  |        |        |
|  | Argentina        | 21               |             |             |                           |                           |  |  |        |        |
|  | Argentina        | 21               |             |             |                           |                           |  |  |        |        |
|  | Cile             | 5                |             |             |                           |                           |  |  |        |        |
|  | Cile             | 5                | Argentina   | 17          |                           |                           |  |  |        |        |
|  |                  |                  | Argentina   | 17          |                           |                           |  |  |        |        |
|  |                  | Uruguay          | 5           |             |                           |                           |  |  |        |        |
|  | Brasile          | Uruguay          | 5           | 0           |                           |                           |  |  |        |        |
|  | Brasile          |                  |             | 0           |                           |                           |  |  |        |        |
|  | Uruguay          | 7                |             |             |                           |                           |  |  |        |        |
|  | Uruguay          | 7                | Argentina   | 24          |                           |                           |  |  |        |        |
|  |                  |                  | Argentina   | 24          |                           |                           |  |  |        |        |
|  |                  | Canada           | 26          |             |                           |                           |  |  |        |        |
|  | Guyana           | Canada           | 26          | 12          |                           |                           |  |  |        |        |
|  | Guyana           |                  |             | 12          |                           |                           |  |  |        |        |
|  | Stati Uniti      | 24               |             |             |                           |                           |  |  |        |        |
|  | Stati Uniti      | 24               | Stati Uniti | 19          | Finale per il terzo posto | Finale per il terzo posto |  |  |        |        |
|  |                  |                  | Stati Uniti | 19          | Finale per il terzo posto | Finale per il terzo posto |  |  |        |        |
|  |                  | Canada           | 21          |             |                           |                           |  |  |        |        |
|  | Canada           | Canada           | 21          | 45          | Uruguay                   | 17                        |  |  |        |        |
|  | Canada           |                  |             | 45          | Uruguay                   | 17                        |  |  |        |        |
|  | Messico          | 0                |             | Stati Uniti | 21                        |                           |  |  |        |        |
|  | Messico          | 0                |             |             | 21                        |                           |  |  |        |        |
|  |                  |                  |             |             |                           |                           |  |  |        |        |
|  |                  |                  |             |             |                           |                           |  |  |        |        |

### Quarti di finale
| Guadalajara (Messico) 30 ottobre 2011, ore 9:00 (UTC-6) | Argentina | 21 – 5 | Cile | Estádio Tlaquepaque |

| Guadalajara (Messico) 30 ottobre 2011, ore 9:25 (UTC-6) | Brasile | 0 – 7 | Uruguay | Estádio Tlaquepaque |

| Guadalajara (Messico) 30 ottobre 2011, ore 9:50 (UTC-6) | Guyana | 12 – 24 | Stati Uniti | Estádio Tlaquepaque |

| Guadalajara (Messico) 30 ottobre 2011, ore 10:15 (UTC-6) | Canada | 45 – 0 | Messico | Estádio Tlaquepaque |

### Semifinali 5/8
| Guadalajara (Messico) 30 ottobre 2011, ore 11:10 (UTC-6) | Cile | 19 – 14 | Brasile | Estádio Tlaquepaque |

| Guadalajara (Messico) 30 ottobre 2011, ore 11:35 (UTC-6) | Guyana | 7 – 14 | Messico | Estádio Tlaquepaque |

### Semifinali
| Guadalajara (Messico) 30 ottobre 2011, ore 12:00 (UTC-6) | Argentina | 17 – 5 | Uruguay | Estádio Tlaquepaque |

| Guadalajara (Messico) 30 ottobre 2011, ore 12:25 (UTC-6) | Stati Uniti | 19 – 21 | Canada | Estádio Tlaquepaque |

### Finale 7 Posto
| Guadalajara (Messico) 30 ottobre 2011, ore 13:30 (UTC-6) | Brasile | 26 – 7 | Guyana | Estádio Tlaquepaque |

### Finale 5 Posto
| Guadalajara (Messico) 30 ottobre 2011, ore 13:55 (UTC-6) | Cile | 22 – 0 | Messico | Estádio Tlaquepaque |

### Finale Medaglia di Bronzo
| Guadalajara (Messico) 30 ottobre 2011, ore 14:30 (UTC-6) | Uruguay | 17 – 21 | Stati Uniti | Estádio Tlaquepaque |

### Finale Medaglia d'Oro
| Guadalajara (Messico) 30 ottobre 2011, ore 15:00 (UTC-6) | Argentina | 24 – 26 | Canada | Estádio Tlaquepaque |

## Classifica finale
| Classifica | Squadre     |
| ---------- | ----------- |
|            | Canada      |
|            | Argentina   |
|            | Stati Uniti |
| 4          | Uruguay     |
| 5          | Cile        |
| 6          | Messico     |
| 7          | Brasile     |
| 8          | Guyana      |